# Harrtjärnen (Stensele socken, Lappland)
Harrtjärnen är en sjö i Storumans kommun i Lappland och ingår i Umeälvens huvudavrinningsområde.